# Acanthocreagris balearica
Acanthocreagris balearica är en spindeldjursart som först beskrevs av Beier 1961.  Acanthocreagris balearica ingår i släktet Acanthocreagris och familjen helplåtklokrypare. Inga underarter finns listade i Catalogue of Life.